# Волгакабель
«Волгакабель» — комплекс производств, занимавшихся выпуском кабельно-проводниковой продукции.
Располагался в районе железнодорожного вокзала Самары, на улице Красноармейской, 133.

## История
Завод создан в июле 1941 года на основе оборудования эвакуированных заводов «Севкабель» (Ленинград), «Москабель», кабельного завода из Кольчугино и рабочих «Укркабель» (Киев).
В 1975—1988 годах генеральным директором предприятия работал Анвар Кашафович Бульхин.
- До 1992 года назывался «Куйбышевкабель». С 1992 — «Самарский кабельный завод». С января 1993 года — ОАО «Волгакабель».
- В 2006 году производство было остановлено и завод перестал существовать как промышленное предприятие.
- В период с 2008 по 2013 были безвозвратно разрушены корпуса и инфраструктура. Впоследствии на месте бывшего завода построен торгово-развлекательный центр «Гудок».

На Аллее трудовой славы Самары стоит монумент, посвящённый заводу.

## Продукция
ОАО «Волгакабель» выпускал кабельно-проводниковую продукцию, качество которой подтверждено сертификатом соответствия ГОСТ Р ИСО 9001-2001 г.:
- кабели силовые с бумажной или пластмассовой изоляцией бронированные;
- провода обмоточные, провода обмоточные эмалированные;
- прокат цветных металлов;
- провода неизолированные гибкие;
- кабельные изделия в ПВХ-изоляции;
- провода связи;
- провода скрученные неизолированные для воздушных линий электропередач.